# Gyemjanszki katlancsaták
A gyemjanszki katlancsaták (németül Festung Demjansk, vagy Kesselschlacht von Demjansk; oroszul Демя́нский котёл, Gyemjanszkij kotyol) a Wehrmacht és Waffen-SS csapattestek Gyemjanszk térségében (Leningrádtól délre) való bekerítése, majd felszámolása (ill. annak elkerülése) érdekében folytatott ütközetsorozat volt a második világháború negyedik évében, a keleti fronton. A kiszögellés, vagy „zsák” 1942. február 8. és április 21. között állt fenn, véglegesen kiüríteni azonban csak 1943. február végén sikerült. Hasonló katlancsata alakult ki körülbelül 100 km-rel délnyugatabbra Holm térségében, mely szintén német kiürítéssel végződött. Ezek lettek a következményei az előző év őszi–téli német offenzívának, amely a moszkvai csatában rekedt meg. A magyar történetírás csak gyemjanszki katlannak nevezi.

## Előzmények
A Barbarossa hadművelet végső célkitűzését a német hadvezetésnek nem sikerült Moszkva alatt elérnie. A város előtt vívott csatában nem sikerült a német fölényt kierőszakolniuk, az újonnan keletről érkező szovjet csapatok és az orosz lakosság által emelt védműveken sikerrel lassították le a német támadásokat. December elején a Vörös Hadsereg tartalékait a térségben bevetve komoly réseket ütött a német Közép Hadseregcsoport csapatainak találkozási pontjainál. Az Észak Hadseregcsoport 16. és 18. hadserege a szovjet Kalinyini Fronttal, az Északnyugati Fronttal és a Volhovi Fronttal volt kapcsolatban. A szovjet téli offenzíva első felében e három Front jelentős előretörést nem eszközölt ki, a fő támadási irány december 5-étől a Nyugati Front révén a Közép Hadseregcsoportra irányult, ahová a németek csapatátvezényléseket hajtottak végre az északitól. Északon a németek az Ilmeny-tó, a Lovaty-folyó és a Szeliger-tó természetes védvonala elé rendezkedtek be. A december végére kifulladt szovjet ellentámadást egy rövid hadászati szünet követett. A Sztavka az egyre kétségbeesettebb helyzetben levő Leningrád felmentése érdekében északon a Volhovi és a Leningrádi Fronttal közös nagyarányú támadássorozatot kezdett tervezni, mely az Északi Hadseregcsoport visszavetésére irányult. Az e célra megkezdett csapatösszevonások azonban nem maradtak rejtve a németek és a finnek előtt sem. A január 7-én indított Volhovi–Leningrádi Front támadása pár hét alatt kifulladt, márciusban már védelembe kényszerültek. A január 7–9. közötti általános szovjet támadás más szakaszain azonban jelentős területnyereséget értek el.
Az Északnyugati Front alá tartozó 11. és 34. hadsereg, valamint az 1. és 3. csapásmérő hadsereg kapta feladatul a Gyemjanszki támadó hadművelet végrehajtását, melyet Pavel Alekszejevics Kurocskin altábornagy, a Front parancsnoka vezetett. A szovjet csapatösszevonásokról azonban a német felderítő repülések folyamatos információkat szolgáltattak december közepétől, így a német 16. hadsereg (16 Armee) – parancsnoka Ernst Busch vezérezredes (Generaloberst) –  alakulatai körleteik megerősítésén, védműveik továbbfejlesztésén tudtak dolgozni. A Lovaty-folyó két oldalán a X. és a II. hadsereghadtest (II. Armeekorps) állomásozott, előbbi alá lettek beosztva Theodor Eicke Obergruppenführer vezette SS-Totenkopf hadosztály egyes alakulatai is.

## A bekerítés

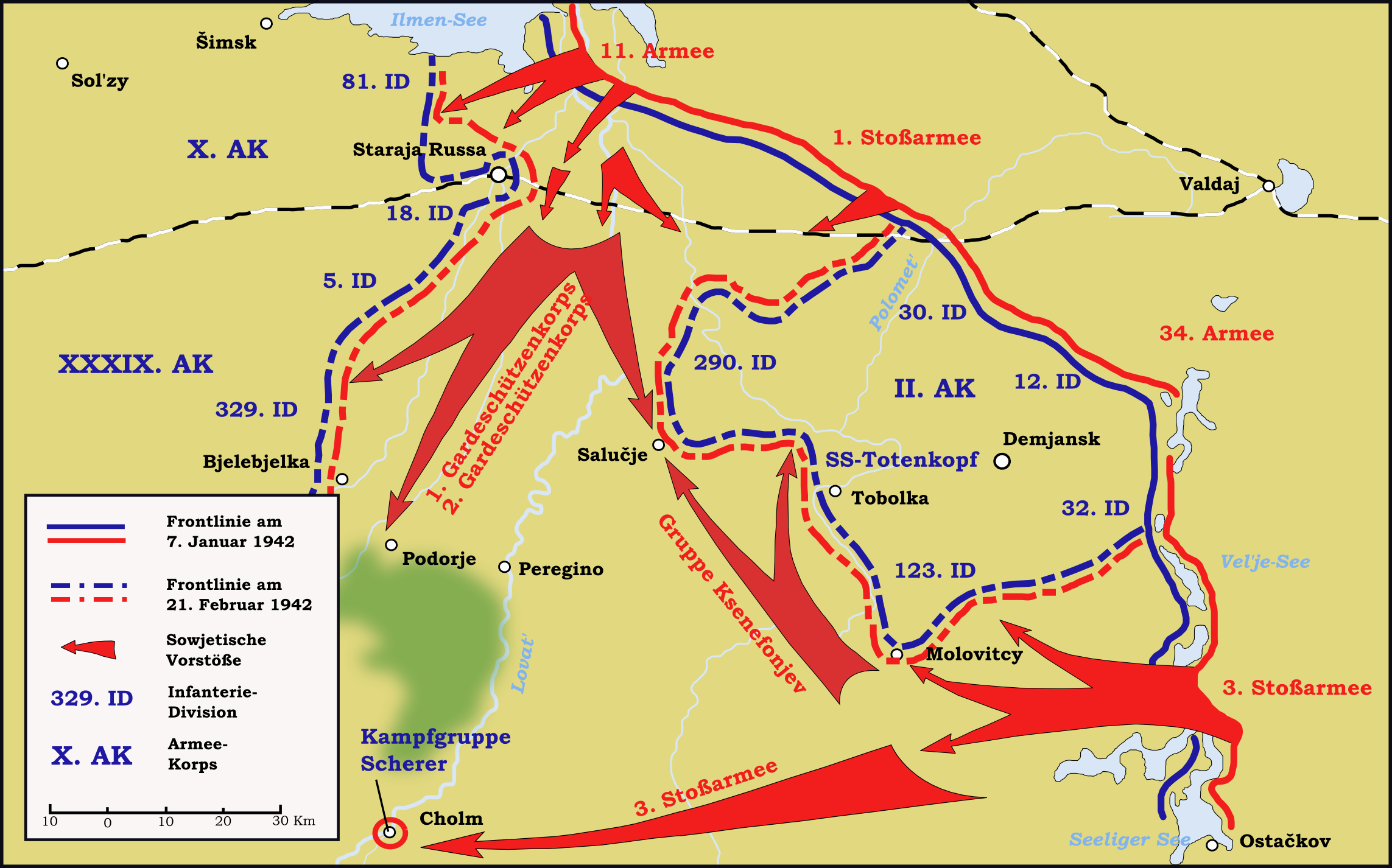
A szovjet átkaroló offenzíva 1942. január 7–február 21. között

A január 7-én éjszaka, 8-án hajnalban a heves havazások leple alatt az Ilmeny-tótól délre indított hadművelet célja a német 16. hadsereg kommunikációs és hadtápvonalainak többirányú átvágása volt, melyben a Sztaraja Russza–Valdaj vasútvonalat is belefoglalták. A 3. és a 16. csapásmérő hadsereg a Szeliger-tónál lendült támadásba, hogy dél felől karolja át a II. hadtest alakulatait Molvotyici irányába, majd onnan északnyugatra fordulva Zalucsje irányában találkozzon a két harccsoport, teljessé téve a gyűrűt. Az általános offenzíva délebbi részén január 8-án indított Rzsev–Vjazma hadászati támadó hadművelet egy nappal később kiegészült a Toropec–Holm támadó hadművelettel, amely Toropec céllal délnyugati irányultságú lett. Azonban az igen bonyolult terepadottságok – kiterjedt erdőségek és mocsaras vidék, melyet vastag hó borított – lelassították a szovjet támadások ütemét.
Az északi Gyemjanszki támadó hadművelet sikeresen elszakította a 16. hadsereg balszárnyát, a II. hadsereghadtest és a Christian Hansen tüzértábornok (General der Artillerie) vezette X. hadsereghadtest részeit.
A zsákba szorult a 12., 30., 32., 123. és a 290. gyaloghadosztály (Infanteriedivision), a Waffen-SS Totenkopf hadosztálya, ahogyan a Birodalmi Munkaszolgálatosok (Reichsarbeitsdienst), az Ordnungspolizei és az Organisation Todt több más hadsereg közvetlen és ellátó alakulattal együtt, összesen körülbelül 90 000 német katona és 10 000 főnyi kiegészítő állomány. Parancsnokuk Walter Graf von Brockdorff-Ahlefeldt gyalogsági tábornok (General der Infanterie), a II. hadsereghadtest parancsnokát nevezték ki. Hitler a kialakuló gyűrű elhagyását szigorúan megtagadta.

## A katlanharcok
Az Északnyugati Front hadműveletei

## A „zsák” felszámolása

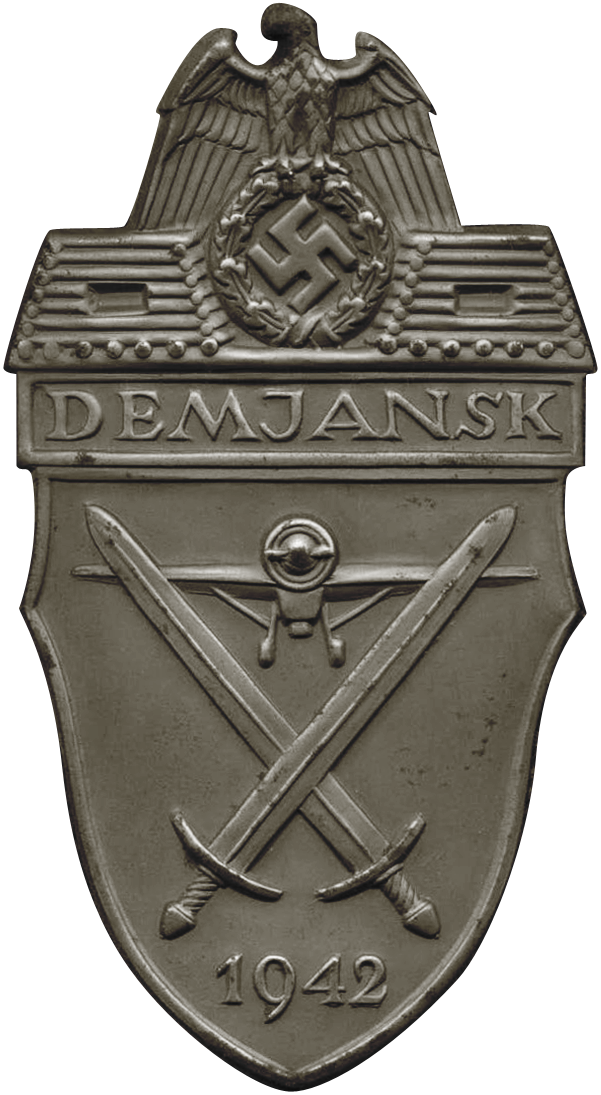
A harcokat túlélő német katonák többsége külön erre az eseményre készített emlékérmet kaptak, a Demjanskschildet

A gyemjanszki térség tényleges német kiürítésére 1943 február végén került sor, huszonnyolcadikán érték el a német csapatok és keltek át a Lovaty-folyón, a nyugati partján ismételt védőállásokat kezdtek kiépíteni. Később a feladott területekre már nem tértek vissza.